# Claude-Antoine Prieur-Duvernois
Il conte Claude-Antoine Prieur-Duvernois comunemente noto come Prieur de la Côte-d'Or, dal suo nativo dipartimento, per distinguerlo da Pierre Louis Prieur (Auxonne, 2 dicembre 1763 – Digione, 11 agosto 1832) è stato un ingegnere e politico francese durante e dopo la rivoluzione.

## Biografia
Nato ad Auxonne, Côte-d'Or, in qualità di ufficiale degli ingegneri, presentò all'Assemblea nazionale costituente, nel 1790, un Mémoire sulla standardizzazione di pesi e misure.
Nel 1791, la Côte-d'Or lo rielesse all'Assemblea legislativa e nel 1792 alla Convenzione nazionale. Nel 1792, Prieur-Duvernois fu inviato in missione presso l'Armée révolutionnaire française per annunciare la deposizione del re Luigi XVI, dopo aver votato a favore della sua esecuzione.

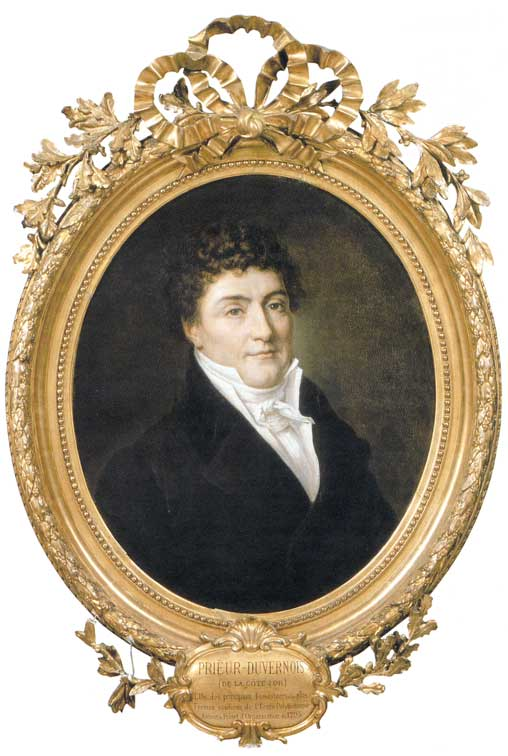
Incisione di Claude Antoine di Emile Giroux

Nel 1793 prestò servizio come rappresentante in missione per ispezionare i porti di Lorient e Dunkerque. Fu arrestato in Normandia, dopo la caduta dei Girondini (giugno 1793), dalle autorità ribelli di Caen. Fu rilasciato nel luglio 1793 dopo la sconfitta delle loro forze a Vernon.
Il 14 agosto 1793 divenne membro del Comitato di salute pubblica, dove si alleò con Lazare Carnot nell'organizzazione della difesa nazionale. Il suo ruolo includeva la fornitura di munizioni per le truppe impegnate nelle guerre rivoluzionarie francesi. Prieur lavorò a stretto contatto con eminenti scienziati in Francia e il Comitato collaborò con diversi importanti scienziati francesi, tra cui Lagrange, Lamarck e Vandermonde. Prieur e Carnot sostenevano l'uso di palloni di osservazione in guerra dopo alcuni esperimenti fatti a Meudon. Ciò portò al loro dispiegamento nella battaglia di Fleurus.
Con Carnot, si schierò con il Regime del Terrore e votò a favore dell'esecuzione di Georges Danton. Quando il Comitato crollò, Prieur si allineò, con Carnot e Lindet, gli altri due specialisti del Comitato.
Mantenne il suo posto dopo la Convenzione termidoriana. Evitò la cattura durante le rivolte del 1º pratile anno III (20 maggio 1795), e in seguito fu risparmiato dagli attacchi dei moderati nella Convenzione termidoriana.
Sotto il Direttorio, sedette nel Consiglio dei Cinquecento fino al Colpo di Stato del 18 brumaio di Napoleone Bonaparte (9 novembre 1799). Nel 1808 fu creato conte dell'Impero e nel 1811 si ritirò dall'esercito con il grado di chef de brigade (l'equivalente di colonnello).
Prieur-Duvernois fu uno dei fondatori dell'École polytechnique. In questo ruolo, contribuì a fondare l' Institut de France, ad adottare il sistema metrico e a fondare il Bureau des longitudes. Morì a Digione.